# PGC 39058
PGC 39058 ist eine Zwerggalaxie im Sternbild Drache am Nordsternhimmel. Sie ist schätzungsweise 8 Millionen Lichtjahre von der Milchstraße entfernt. 